# Ácido graso

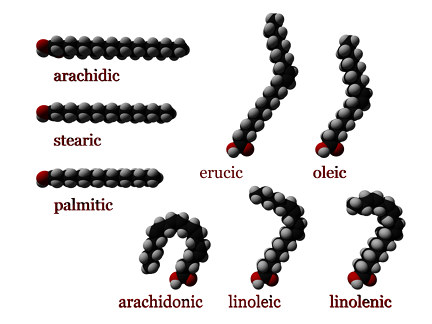
Representaciones en tres dimensiones de varios ácidos grasos.

Un ácido graso es una biomolécula de naturaleza lipídica formada por una larga cadena hidrocarbonada lineal, de diferente longitud o número de átomos de carbono, en cuyo extremo hay un grupo carboxilo, es decir, un oxígeno enlazado doblemente con el carbono y un grupo hidroxilo (OH) enlazado con el mismo. Esto le da condición de ácido a la molécula. Cada átomo de carbono se une al siguiente y al precedente por medio de un enlace covalente sencillo o doble. Al átomo de su extremo le quedan libres tres enlaces que son ocupados por átomos de hidrógeno (H3C-),
y los demás átomos tienen libres los dos enlaces, que son ocupados igualmente por átomos de hidrógeno ( ... -CH2-CH2-CH2- ...). En el otro extremo de la molécula se encuentra el grupo carboxilo (-COOH) que es el que se combina con uno de los grupos hidroxilos (-OH) de la glicerina (también llamada glicerol o propanotriol), reaccionando con él y uniéndose mediante un enlace tipo éster. El grupo carboxilo tiene carácter ácido y el grupo hidroxilo tiene carácter básico (o alcalino).
En general, se puede formular un ácido graso genérico como R-COOH, donde R es la cadena hidrocarbonada que identifica al ácido en particular y COOH es el grupo ácido carboxílico que le da a este tipo de compuestos su carácter ácido. 
Los ácidos grasos forman parte de los fosfolípidos y glucolípidos, moléculas que constituyen la bicapa lipídica de todas las membranas celulares. En los mamíferos, incluido el ser humano, la mayoría de los ácidos grasos se encuentran en forma de triglicéridos, moléculas donde los extremos carboxílico (-COOH) de tres ácidos grasos se esterifican con cada uno de los grupos hidroxilos (-OH) del glicerol (glicerina, propanotriol); los triglicéridos (grasas) se almacenan en el tejido adiposo .

## Estructura química
Los ácidos grasos constan de una cadena alquílica con un grupo carboxilo (–COOH) terminal; la fórmula básica de una molécula completamente saturada es CH3–(CH2)n–COOH. Los ácidos grasos de los mamíferos tienen estructuras relativamente sencillas, pero los de otros organismos pueden ser muy complejos, con anillos ciclopropano o abundantes ramificaciones.

Molécula de ácido esteárico, un ácido graso saturado, representada de manera esquemática.

La misma molécula con el grupo carboxilo disociado.

Son frecuentes los ácidos grasos insaturados (con dobles enlaces), casi siempre de configuración cis; cuando hay más de un doble enlace por molécula, siempre están separados por un grupo metileno (–CH2–). Los ácidos grasos comunes en los seres vivos tienen un número par de átomos de carbono, aunque algunos organismos sintetizan ácidos grasos con un número impar de carbonos. Algunos animales, incluido el ser humano, también producen ácidos grasos ramificados, con uno o varios grupos metilo (–CH3) a lo largo de la cadena, como es el caso de las estructuras de ecolocalización de los cetáceos en que se hallan grandes cantidades de ácido isovalérico.

## Propiedades
Los ácidos grasos son moléculas anfipáticas, es decir, tienen una región apolar hidrófoba (la cadena hidrocarbonada) que repele el agua y una región polar hidrófila (el extremo carboxílico) que interactúa con el agua. Los ácidos grasos de cadena corta son más solubles que los ácidos grasos de cadena larga porque la región hidrófoba es más corta. 

Si se colocan ácidos grasos en agua o en otro disolvente polar forman una capa superficial debido a su baja densidad; formarán una película con sus colas (la parte no polar) orientadas hacia arriba, fuera del agua, de manera que no quedan en contacto con la misma y la cabeza polar dentro del agua. Si se agita, las colas tienden a relacionarse entre sí mediante interacciones hidrofóbas creando ambientes donde no hay agua, como es el caso de una micela ya sea monocapa o bicapa.

## Nomenclatura
Los átomos de carbono de los ácidos grasos se numeran de dos maneras:
- Números arábigos

Empezando por el carbono carboxílico (–COOH), que recibe el número 1; el carbono 2 es el que queda inmediatamente tras el 1 y así sucesivamente.
- Alfabeto griego

El carbono carboxílico no recibe letra. Se empieza a nombrar desde el carbono 2, al cual se le asigna la letra α; al carbono 3 se le otorga la letra β (de donde proviene el término β-oxidación, que es la ruta metabólica de degradación de los ácidos grasos en la matriz mitocondrial). Independientemente del número de carbonos del ácido graso, el último carbono es el del extremo metilo (CH3–), al que se le asigna la letra ω (omega, la última letra del alfabeto griego).
El modo oficial de denominar los ácidos grasos consiste en el número de átomos de carbono seguido por dos puntos y el número de dobles enlaces; la localización de los mismos se designa por el número del átomo de carbono donde empieza, contando a partir del extremo carboxílico. Así, el ácido oleico se designa 18:1(9); el número 18 nos indica el número de carbonos, el 1 tras los dos puntos, el número de dobles enlaces y el 9 entre paréntesis que este doble enlace comienza en el 9.º carbono (está entre el 9.º y el 10.º), contando desde el extremo –COOH.
No obstante, se usa otro modo de designación de los ácidos grasos insaturados, que ha adquirido bastante popularidad: la posición que ocupan los dobles enlaces se indica con respecto al último carbono de la cadena (el extremo CH3–), o sea, el carbono ω; de ahí derivan las denominaciones de ω-3, ω-6, etc. Un ácido graso ω-3 será el que tenga su primer doble enlace entre los carbonos 3 y 4, y un ácido graso ω-6 tendrá el primer doble enlace entre los carbonos 6 y 7, siempre a contar desde el extremo CH3–.
Dado que el primer método empieza a contar desde el extremo –COOH y el segundo desde el extremo CH3–, puede producirse cierta confusión.
| Nombre trivial                   | Nombre IUPAC              | Estructura     | Número lipídico |
| -------------------------------- | ------------------------- | -------------- | --------------- |
| Ácido propiónico                 | Ácido propanoico          | CH3CH2COOH     | C3:0            |
| Ácido butírico                   | Ácido butanoico           | CH3(CH2)2COOH  | C4:0            |
| Ácido valérico                   | Ácido pentanoico          | CH3(CH2)3COOH  | C5:0            |
| Ácido caproico                   | Ácido hexanoico           | CH3(CH2)4COOH  | C6:0            |
| Ácido enántico                   | Ácido heptanoico          | CH3(CH2)5)COOH | C7:0            |
| Ácido caprílico                  | Ácido octanoico           | CH3(CH2)6COOH  | C8:0            |
| Ácido pelargónico                | Ácido nonanoico           | CH3(CH2)7COOH  | C9:0            |
| Ácido cáprico                    | Ácido decanoico           | CH3(CH2)8COOH  | C10:0           |
| -                                | Ácido undecanoico         | CH3(CH2)9COOH  | C11:0           |
| Ácido láurico                    | Ácido dodecanoico         | CH3(CH2)10COOH | C12:0           |
| -                                | Ácido tridecanoico        | CH3(CH2)11COOH | C13:0           |
| Ácido mirístico                  | Ácido tetradecanoico      | CH3(CH2)12COOH | C14:0           |
| -                                | Ácido pentadecanoico      | CH3(CH2)13COOH | C15:0           |
| Ácido palmítico                  | Ácido hexadecanoico       | CH3(CH2)14COOH | C16:0           |
| Ácido margárico                  | Ácido heptadecanoico      | CH3(CH2)15COOH | C17:0           |
| Ácido esteárico                  | Ácido octadecanoico       | CH3(CH2)16COOH | C18:0           |
| -                                | Ácido nonadecanoico       | CH3(CH2)17COOH | C19:0           |
| Ácido araquídico                 | Ácido eicosanoico         | CH3(CH2)18COOH | C20:0           |
| Ácido heneicosílico              | Ácido heneicosanoico      | CH3(CH2)19COOH | C21:0           |
| Ácido behénico                   | Ácido docosanoico         | CH3(CH2)20COOH | C22:0           |
| -                                | Ácido tricosanoico        | CH3(CH2)21COOH | C23:0           |
| Ácido lignocérico                | Ácido tetracosanoico      | CH3(CH2)22COOH | C24:0           |
|                                  | Ácido pentacosanoico      | CH3(CH2)23COOH | C25:0           |
| Ácido cerótico                   | Ácido hexacosanoico       | CH3(CH2)24COOH | C26:0           |
| Ácido carbocérico                | Ácido heptacosanoico      | CH3(CH2)25COOH | C27:0           |
| Ácido montánico                  | Ácido octacosanoico       | CH3(CH2)26COOH | C28:0           |
| Ácido nonacosílico               | Ácido nonacosanoico       | CH3(CH2)27COOH | C29:0           |
| Ácido melísico                   | Ácido triacontanoico      | CH3(CH2)28COOH | C30:0           |
| Ácido hentriacontílico           | Ácido hentriacontanoico   | CH3(CH2)29COOH | C31:0           |
| Ácido laceroico                  | Ácido dotriacontanoico    | CH3(CH2)30COOH | C32:0           |
| Ácido psílico Ácido ceromelísico | Ácido tritriacontanoico   | CH3(CH2)31COOH | C33:0           |
| Ácido gédico                     | Ácido tetratriacontanoico | CH3(CH2)32COOH | C34:0           |
| Ácido ceroplástico               | Ácido pentatriacontanoico | CH3(CH2)33COOH | C35:0           |
| Ácido hexatriacontílico          | Ácido hexatriacontanoico  | CH3(CH2)34COOH | C36:0           |

| Nombre trivial                           | Estructura química                                            | Δx                                            | C:D  | n−x  |
| ---------------------------------------- | ------------------------------------------------------------- | --------------------------------------------- | ---- | ---- |
| Ácido miristoleico                       | CH3(CH2)3CH=CH(CH2)7COOH                                      | cis-Δ9                                        | 14:1 | n−5  |
| Ácido palmitoleico                       | CH3(CH2)5CH=CH(CH2)7COOH                                      | cis-Δ9                                        | 16:1 | n−7  |
| Ácido sapiénico                          | CH3(CH2)8CH=CH(CH2)4COOH                                      | cis-Δ6                                        | 16:1 | n−10 |
| Ácido oleico                             | CH3(CH2)7CH=CH(CH2)7COOH                                      | cis-Δ9                                        | 18:1 | n−9  |
| Ácido elaídico                           | CH3(CH2)7CH=CH(CH2)7COOH                                      | trans-Δ9                                      | 18:1 | n−9  |
| Ácido vaccénico                          | CH3(CH2)5CH=CH(CH2)9COOH                                      | trans-Δ11                                     | 18:1 | n−7  |
| Ácido linoleico                          | CH3(CH2)4CH=CHCH2CH=CH(CH2)7COOH                              | cis,cis-Δ9,Δ12                                | 18:2 | n−6  |
| Ácido linolelaídico                      | CH3(CH2)4CH=CHCH2CH=CH(CH2)7COOH                              | trans,trans-Δ9,Δ12                            | 18:2 | n−6  |
| Ácido α-Linolénico (ALA)                 | CH3CH2CH=CHCH2CH=CHCH2CH=CH(CH2)7COOH                         | cis,cis,cis-Δ9,Δ12,Δ15                        | 18:3 | n−3  |
| Ácido ɣ-Linolénico (GLA)                 | CH3(CH2)4CH=CHCH2CH=CHCH2CH=CH(CH2)4COOH                      | cis,cis,cis-Δ6,Δ9,Δ12                         | 18:3 | n−6  |
| Ácido estearidónico (SDA)                | CH3(CH2)CH=CHCH2CH=CHCH2CH=CHCH2CH=CH(CH2)4COOH               | cis,cis,cis,cis-Δ6,Δ9,Δ12,Δ15                 | 18:4 | n−3  |
| Ácido punícico                           | CH3(CH2)3CH=CH-CH=CH-CH=CH(CH2)7COOH                          | cis,trans,cis-Δ9,Δ11,Δ13                      | 18:3 | n−5  |
| Ácido eicosenoico                        | CH3(CH2)7CH=CH(CH2)9COOH                                      | cis-Δ11                                       | 20:1 | n−9  |
| Ácido araquidónico                       | CH3(CH2)4CH=CHCH2CH=CHCH2CH=CHCH2CH=CH(CH2)3COOHNIST          | cis,cis,cis,cis-Δ5Δ8,Δ11,Δ14                  | 20:4 | n−6  |
| Ácido eicosatetraenoico (ETA)            | CH3CH2CH=CHCH2CH=CHCH2CH=CHCH2CH=CH(CH2)6COOH                 | cis,cis,cis,cis-Δ8,Δ11,Δ14,Δ17                | 20:4 | n−3  |
| Ácido eicosapentaenoico (EPA)            | CH3CH2CH=CHCH2CH=CHCH2CH=CHCH2CH=CHCH2CH=CH(CH2)3COOH         | cis,cis,cis,cis,cis-Δ5,Δ8,Δ11,Δ14,Δ17         | 20:5 | n−3  |
| Ácido erúcico                            | CH3(CH2)7CH=CH(CH2)11COOH                                     | cis-Δ13                                       | 22:1 | n−9  |
| Ácido docosapentaenoico (DPA)            | CH3CH2CH=CHCH2CH=CHCH2CH=CHCH2CH=CHCH2CH=CH(CH2)5COOH         | cis,cis,cis,cis,cis-Δ7,Δ10,Δ13,Δ16,Δ19        | 22:5 | n−3  |
| Ácido docosahexaenoico (DHA)             | CH3CH2CH=CHCH2CH=CHCH2CH=CHCH2CH=CHCH2CH=CHCH2CH=CH(CH2)2COOH | cis,cis,cis,cis,cis,cis-Δ4,Δ7,Δ10,Δ13,Δ16,Δ19 | 22:6 | n−3  |
| Ácido nervónico                          | CH3(CH2)7CH=CH(CH2)13COOH                                     | cis-Δ15                                       | 24:1 | n−9  |
| Ácido tetracosapentaenoico               | CH3CH2CH=CHCH2CH=CHCH2CH=CHCH2CH=CHCH2CH=CH(CH2)7COOH         | cis,cis,cis,cis,cis-Δ9,Δ12,Δ15,Δ18,Δ21        | 24:5 | n−3  |
| Ácido tetracosahexaenoico Ácido nisínico | CH3CH2CH=CHCH2CH=CHCH2CH=CHCH2CH=CHCH2CH=CHCH2CH=CH(CH2)4COOH | cis,cis,cis,cis,cis,cis-Δ6,Δ9,Δ12,Δ15,Δ18,Δ21 | 24:6 | n−3  |

## Clasificación
- Ácidos grasos saturados. Son ácidos grasos sin dobles enlaces entre carbonos; tienden a formar cadenas extendidas y a ser sólidos a temperatura ambiente, excepto los de cadena corta.
  - Cadena corta (volátiles)
    - Ácido butírico (ácido butanoico)
    - Ácido isobutírico (ácido 2-metilpropiónico)
    - Ácido valérico (ácido pentanoico)
    - Ácido isovalérico (ácido 3-metilbutanoico)

  - Cadena larga:
    - Ácido mirístico, 14:0 (ácido tetradecanoico)
    - Ácido palmítico, 16:0 (ácido hexadecanoico)
    - Ácido esteárico, 18:0 (ácido octadecanoico)
- Ácidos grasos insaturados. Son ácidos grasos con dobles enlaces entre carbonos; suelen ser líquidos a temperatura ambiente.

Ácido oleico cis y trans

- - Ácidos grasos monoinsaturados. Son ácidos grasos insaturados con un solo doble enlace.
    - Ácido oleico, 18:1(9) (ácido cis-9-octadecenoico)

  - Ácidos grasos poliinsaturados. Son ácidos grasos insaturados con varios dobles enlaces.
    - Ácido linoleico, 18:2(9,12) (ácido cis, cis-9,12-octadecadienoico) (es un ácido graso esencial)
    - Ácido linolénico, 18:3(9,12,15) (ácido cis-9,12,15-octadecatrienoico) (es un ácido graso esencial)
    - Ácido araquidónico, 20:4(5,8,11,14) (ácido cis-5,8,11,14-eicosatetraenoico)

  - Ácidos grasos cis. Son ácidos grasos insaturados en los cuales los dos átomos de hidrógeno del doble enlace están en el mismo lado de la molécula, lo que le confiere un "codo" en el punto donde está el doble enlace; la mayoría de los ácidos grasos naturales poseen configuración cis.
  - Ácidos grasos trans. Son ácidos grasos insaturados en los cuales los dos átomos de hidrógeno están uno a cada lado del doble enlace, lo que hace que la molécula sea rectilínea; se encuentra principalmente en alimentos industrializados que han sido sometidos a hidrogenación, con el fin de solidificarlos (como la margarina).

## Ácidos grasos esenciales (AGE)
Se llaman ácidos grasos esenciales a algunos ácidos grasos, como el linoleico, linolénico que el organismo no puede sintetizar, o el araquidónico que el organismo puede sintetizar pero no en suficiente medida (ritmo de producción mucho menor que el necesario), por lo que deben obtenerse por medio de la dieta.
Tanto la dieta como la biosíntesis suministran la mayoría de los ácidos grasos requeridos por el organismo humano, y el exceso de proteínas y glúcidos ingeridos se convierten con facilidad en ácidos grasos que se almacenan en forma de triglicéridos.
No obstante, muchos mamíferos, entre ellos el hombre, son incapaces de sintetizar ciertos ácidos grasos poliinsaturados con dobles enlaces cerca del extremo metilo de la molécula. En el ser humano es esencial la ingestión de un precursor en la dieta para dos series de ácidos grasos, la serie del ácido linoleico (serie ω-6) y la del ácido linolénico (serie ω-3).

## Metabolismo primario y secundario

### Biosíntesis de ácidos grasos saturados monocarboxílicos de cadena lineal

#### Ácidos grasos saturados de cadena corta
Los ácidos grasos de cadena corta (C4-C11) pueden ser biosintetizados por tres rutas alternativas:
a) Por homologación de α-cetoácidos a partir del ácido pirúvico con posterior descarboxilación oxidativa.
b) Por escisión oxidativa de ácidos Δ9, por ejemplo, el ácido nonanoico a partir de escisión oxidativa del ácido oleico.
c) Por ácido graso-sintasas de cadena corta. P. ejemplo, el ácido hexanoico utilizado por muchos hongos para biosíntesis de aflatoxinas proviene de una hexanoil-CoA sintasa.

#### Ácidos grasos saturados de cadena media
Los ácidos grasos de cadena media (C12-C14) pueden ser biosintetizados por dos rutas alternativas:
a) Por β-oxidación parcial de ácidos grasos estándar.
b) Por ácido graso-sintasas de cadena media.

#### Ácidos grasos de cadena impar
Los ácidos grasos de cadena impar (C13-C33) pueden ser biosintetizados por tres rutas alternativas:
a) Por β-oxidación parcial de ácidos grasos impares de cadena más larga.
b) Por ácido graso-sintasas de cadena impar, en donde se emplea propionil-CoA en lugar de acetil-CoA como iniciador.
c) Por α-oxidación.

#### Ácidos palmítico
Las ácido graso sintasas (FAS por sus siglas en inglés) estándar son las del ácido palmítico. El primer paso en la biosíntesis de ácidos grasos es la síntesis de ácido palmítico, ácido graso saturado de 16 carbonos; los demás ácidos grasos se obtienen por modificaciones del ácido palmítico. El cuerpo humano puede sintetizar casi todos los ácidos grasos que requiere a partir del ácido palmítico, mediante la combinación de varios mecanismos de oxidación y elongación.
El ácido palmítico se sintetiza secuencialmente en el citosol de la célula, gracias a la acción del polipéptido multienzimático ácido graso sintasa, por adición de unidades de dos carbonos aportadas por el acetil coenzima A; el proceso completo consume 7 ATP y 14 NADPH; la reacción global es la siguiente:
La fuente principal de acetil-CoA proviene del citrato (véase ciclo de Krebs) que es transportado desde la matriz mitocondrial al citosol por un transportador específico de la membrana interna mitocondrial; una vez en el citosol, el citrato es escindido en oxalacetato y acetil-CoA, reacción que consume 1 ATP. El poder reductor, en forma de NADPH, lo suministra la ruta de la pentosa fosfato.
En realidad, las unidades de dos carbonos que se añaden secuencialmente son aportadas por el malonil-CoA que, a su vez, es sintetizado por la enzima acetil-CoA carboxilasa, que adiciona un grupo carboxilo al acetil-CoA.

#### Ácidos grasos de cadena larga
Se forman por acción de las elongasas, en donde se incrementa la longitud de la cadena del ácido palmítico por condensación de moléculas de malonil-CoA (Alargamiento). Mediante este proceso, que tienen lugar en el retículo endoplasmático y en la mitocondrias, se adicionan unidades de dos carbonos a la cadena de C16 del ácido palmítico, obteniéndose ácidos grasos de cadena muy larga hasta C24.

### Ácidos grasos insaturados

#### Ácidos grasos monoinsaturados
Mediante la desaturación, que se produce en el retículo endoplasmático, se introducen dobles enlaces cis en la cadena hidrocarbonada de ácidos grasos saturados; el proceso es complejo e implica al NADPH, al citocromo b5 y diversos enzimas (como las desaturasas). La primera desaturación se produce en la posición 9 para formar el isómero cis. La 9-desaturasas son universales en los seres vivos, sobre todo la que produce ácido oleico. Los ácidos grasos con insaturación en α,β al carboxilo se producen por β-oxidación parcial.

#### Ácidos grasos acetilénicos
Los ácido grasos acetilénicos se producen por desaturasas especiales denominadas acetilenasas, para producir alquinos. Un ejemplo de este tipo de ácidos es el ácido tarírico.

#### Ácidos grasos poliinsaturados
Los ácidos grasos poliinsaturados son biosintetizados solo por algunos organismos (por ejemplo, muchos animales no biosintetizan los ácidos grasos poliinsaturados y deben ser consumidos.) El ácido oleico se puede insaturar una, dos o tres veces y estos derivados de poliinsaturación pueden elongarse posteriormente. Por ejemplo, el ácido eicosapentaenoico no se biosintetiza por poliinsaturación del ácido araquídico, sino por poliinsaturación del ácido oleico, seguido de elongación y dos insaturaciones posteriores.

### Derivados de reducción
Por reducción del grupo carboxilo o por descarbonilación se pueden producir:
- Alcoholes y aldehídos grasos

### Derivados de oxidación
a) Catabolismo por β-oxidación 
Una de las principales funciones de los ácidos grasos es la de proporcionar energía a la célula; a partir de los depósitos de triglicéridos, las lipasas liberan ácidos grasos que, en la matriz mitocondrial, serán escindidos en unidades de dos carbonos en forma de acetil-CoA, proceso conocido como β-oxidación; el acetil-CoA ingresa en el ciclo de Krebs y los NADH y FADH2 en la cadena respiratoria.
b) Productos de hidroxilación y peroxilación
Se forman por acción de 5-lipooxigenasas e hidroxilasas, por ejemplo los leucotrienos, hepoxilinas, neuroprotectinas, alcoholes acetilénicos y resolvinas.
c) Productos de epoxidación
Se forman por acción de monooxigenasas en insaturaciones, como el ácido vernólico.
d) Ácidos (alquilfuranil)acilcarboxílicos
Se forman por acción de lipooxigenasas en sistemas dialílicos no conjugados. P. ejemplo, la wyerona, los ácidos grasos y los ácidos urofánicos. 
e) Lactonas
Muchos ácidos grasos se hidroxilan con esterificación intramolecular, formando así lactonas, tales como las lactonas volátiles y los cucujólidos.
f) Espirocetales
Muchos ácidos grasos se reducen y forman estructuras intricadas de tipo espirocetal. Estas muchas veces actúan como feromonas de insectos, por ejemplo las chalcogranas.
g) Productos de escisión oxidativa
La acción de las lipooxigenasas puede provocar rupturas en las cadenas de ácidos grasos y formar hidrocarburos cíclicos (hormosireno), aldehídos (aldehídos foliares) o ácidos dicarboxílicos (ácido traumático).

### Ácidos grasos ramificados
Los ácidos grasos ramificados pueden tener diversos orígenes biosintéticos: 
a) Ácidos isoalquil y anteisoalquilcarboxílicos: Emplean como unidades de iniciación ácido isobutírico, ácido 2-metilbutírico y ácido isovalérico, provenientes del catabolismo de la valina, isoleucina y leucina respectivamente.
b) Ácidos metilcarboxílicos: Se forman por metilación con SAM de ácidos insaturados. P. ej. el ácido tuberculosteárico.
c) Ácidos polimetilados: se forman por condensaciones sucesivas de metilmalonil CoA, obtenido de propionil Coenzima A.

### Productos de condensación de ácidos grasos
a) Alquiltetronatos y anhídridos alquilsuccínicos: Canadensólido.
b) Nonádridos, como la rubratoxina.
c) Acilonas y ácidos 2-alquil-2-acilacéticos, como la palmitona y el ácido corinomicólico.
d) Macrocetonas, como la civetona.
e) Ácidos alquiltricarboxílicos, como el ácido agárico.
f) Esfingoides, como la esfingosina.
g) Lipstatina.

#### Acetogeninas annonáceas
La acetogeninas annonáceas provienen de la formación de ácidos tetrónicos de ácidos poliepoxidados. P. ej. la uvaricina

### Ácidos grasos ω-cíclicos
a) Ácidos grasos ω ciclopentenilalquilcarboxílicos, como el ácido hidnocárpico.
b) Ácidos grasos ω ciclociclohexilalquilcarboxílicos.
c) Ácidos grasos ω cicloheptilalquilcarboxílicos.
d) Ácidos grasos ω arilalquilcarboxílicos.
e) Hachijodinas

### Ácidos grasos endocíclicos
a) Ácidos (alquilciclopropil)alquilcarboxílicos, como el ácido malválico.
b) Productos de reacciones pericíclicas, como el ácido endiándrico.
c) Prostanoides, se forman por ciclización endocíclica con acción de ciclooxigenasas.
- Prostaglandinas.
- Jasmonoides.
- Eclonialactonas.
- Tromboxanos.

### Ésteres de ácidos grasos
a) Ésteres simples
b) Ésteres de ácidos grasos hidroxilados
c) Ésteres de glicerol
- Acilglicéridos
- Fosfatidatos
- Plasmalógenos
d) Amidas grasas
e) Acilhomoserinlactonas
f) Esfingolípidos
- Ceramidas
- Gangliósidos
- Cerebrósidos
- Capnoides
g) Cianolípidos

## Papel biológico de los ácidos grasos

### Función energética
Los ácidos grasos son moléculas muy energéticas y necesarias en todos los procesos celulares en presencia de oxígeno, ya que por su contenido en hidrógenos pueden oxidarse en mayor medida que los glúcidos u otros compuestos orgánicos que no están reducidos.
Cuando es demasiado bajo el nivel de insulina o no hay suficiente glucosa disponible para utilizar como energía en los procesos celulares, el organismo quema ácidos grasos para ese fin y origina entonces cuerpos cetónicos, productos de desecho que causan una elevación excesiva del nivel de ácido en la sangre, lo que podría conducir a la cetoacidosis, un problema importante y muchas veces ignorado o pospuesto hasta otra vez. Los síntomas de esta enfermedad van desde la presencia de un aroma a quitaesmalte en el aliento, hasta la aparición de pequeñas manchas de color amarillento (o verduzco) sobre la piel, y la ligera acidificación del semen, que conlleva un cierto dolor al eyacular. o (Véase también: Cetoacidosis diabética).

### Función estructural
Los ácidos grasos son componentes fundamentales de los fosfolípidos y esfingolípidos, moléculas que forman la bicapa lipídica de las membranas de todas las células.

### Función reguladora
Algunos ácidos grasos son precursores de las prostaglandinas, tromboxanos y leucotrienos, moléculas con una gran actividad biológica, que intervienen en la regulación y control de numerosos procesos vitales, como la respuesta inflamatoria, regulación de la temperatura corporal, procesos de coagulación sanguínea, contracción del músculo liso, etc.

## Los ácidos grasos, la nutrición y las enfermedades cardiovasculares
La alimentación es una fuente importante de ácidos grasos. Esta contribución es vital para mantener un nivel de lípidos estable y para suministrar al cuerpo los ácidos grasos esenciales. Los ácidos grasos calificados de esenciales incluyen los omega-3 y omega-6. El cuerpo humano no puede sintetizarlos, o los sintetiza en cantidades insuficientes, es necesaria por tanto una contribución mínima y regular por medio de la alimentación.
Actualmente, según la AFSSA, la dieta proporciona suficiente omega-6 y muy poco omega-3, con una relación omega-6/omega 3 insuficiente.
Sin embargo, numerosos estudios han demostrado que el exceso de ácidos grasos (especialmente saturadas e insaturados trans) podría tener consecuencias para la salud, incluido el aumento de forma significativa del riesgo de problemas cardiovasculares. Algunos estudios se centran en el consumo excesivo de grasas insaturadas trans procedentes de los procesos industriales (véase: Comparación de los ácidos grasos (trans) naturales e industriales ) como la hidrogenación parcial de los ácidos grasos de origen vegetal (aceites).
| Ácido graso:              | saturado | mono-insaturado | poli-insaturado | omega-3 | omega-6 |
| ------------------------- | -------- | --------------- | --------------- | ------- | ------- |
|                           | g/100g   | g/100g          | g/100g          | g/100g  | g/100g  |
| Grasas animales           |          |                 |                 |         |         |
| Tocino                    | 40.8     | 43.8            | 9.6             |         |         |
| Mantequilla               | 54.0     | 19.8            | 2.6             |         |         |
| Grasas vegetales          |          |                 |                 |         |         |
| Aceite de coco            | 85.2     | 6.6             | 1.7             |         |         |
| Aceite de palma           | 45.3     | 41.6            | 8.3             |         |         |
| Aceite de germen de trigo | 18.8     | 15.9            | 60.7            | 8       | 53      |
| Aceite de soja            | 14.5     | 23.2            | 56.5            | 5       | 50      |
| Aceite de oliva           | 14.0     | 69.7            | 11.2            | 0       | 7.5     |
| Aceite de maíz            | 12.7     | 24.7            | 57.8            |         |         |
| Aceite de girasol         | 11.9     | 20.2            | 63.0            | 0       | 62      |
| Aceite de cártamo         | 10.2     | 12.6            | 72.1            | 0.1-6   | 63-72   |
| Aceite de colza           | 5.3      | 64.3            | 21-28           | 6-10    | 21-23   |

En un dictamen emitido en 1992, la Asociación Americana del Corazón (AHA) ha hecho las siguientes recomendaciones:
- La ingesta diaria de energía proveniente de materias grasas no debe superar el 30 % de la CDR;
- Estas materias grasas deben contener
  - 50 % de ácidos grasos monoinsaturados del tipo Omega-9
  - 25 % de ácidos grasos poliinsaturados de tipo omega-3 y omega-6
  - 25 % de ácidos grasos saturados;
- Una parte de los ácidos grasos saturados podrá ser sustituida por ácidos grasos mono-insaturados.

Nota: Para los análisis realizados por la represión del fraude, se determina el origen de la materia grasa en función del perfil de ácidos grasos, y en función de los esteroles (insaponificable). Hay que saber que para los vegetales, los ácidos grasos de cadena impar de carbono no existen.